# Kalinkó együttes
A paksi Kalinkó együttes 1993-ban alakult a helyi zeneiskola növendékeiből. Alapvetően citera együttes, akik autentikus és hangszerelt magyar népdalcsokrokat játszanak, ritkán, de megszólalhatnak összeállításaikban egyéb más hangszerek is.

## A paksi zeneiskola
Pakson kezdetben a szekszárdi Liszt Ferenc Állami Zeneiskola kihelyezett
tagozatának keretén belül volt zeneoktatás 1969-től, majd az önálló Paksi Állami Zzeneiskola 1974-ben alakult meg. A népzene, és ezen belül a citera oktatása 1993-ban kezdődött meg Lehőcz Józsefné vezetésével.

## A Kalinkó együttes

### A névről
Kezdetben Pántlika együttes néven működött a zenekar, de egy fellépés alkalmával egy másik együttes is ezt a nevet viselte, és mivel ők alakultak régebben a paksiaknak kellett változtatni. A hirtelen választás egy népi kifejezéseket összegyűjtő és azok magyarázatát tartalmazó könyvből esett a kalinkóra, ami lakodalmi fonott kalácsot jelent.

### Az együttes régen...
1993-ban alakult Lehőcz Józsefné kezdeményezésére; az alapító tagok Németh Veronika, Papp Ágnes és Májer Dániel voltak. Az első csokrok túlnyomó részt gyimesiek és moldvaiak voltak, amit ütőgardonon és furulyán adtak elő, de repertoárjukban kis- és nagy-magyarországi dalösszeállítások is voltak, amiket citerán és nyenyerén mutattak be.
Az első sikerüket 1994-ben, a "Tehetséges Paksi Fiatalokért Alapítvány" díjátadóján aratták, amit később több óvodásoknak és iskolásoknak szóló hangszerbemutatók és gyerekeknek szánt játszva tanulós kis műsorok követtek.
A 2000-es évektől a citera kapta a nagyobb hangsúlyt a dalok előadásánál; az együttes tagjai cserélődtek, idősebb korosztály alkotta a zenekart, így elkezdődhetett a hangszerelt csokrok betanulása. Az autentikusan játszott dunántúli, galgamenti, lendvai, somogyi, stb csokrok mellett így helyet kaptak többek közt felső-tiszavidéki, tardoskeddi, mezőmadarasi, mátyusföldi, szatmári és dunántúli dudanótákból álló összeállítások is.
2004-ben jelent meg az együttes első CD lemeze "Kapum előtt" címmel, amit egy önálló esten be is mutattak.
2008. június 20-án adta a zenekar az első búcsúkoncertjét amiről CD felvétel készült, ami még az év őszén meg is jelent "Lányok, lányok, ne higgyünk a legénynek" címmel.
Az egykori tagok Májer Dániel, Németh Veronika, Papp Ágnes, Stiglincz Milán, Balogh Andrea, Szuhai Zsuzsanna, Lehőcz Diána, Huszár Tímea, Berta Alexandra, Girst Katinka, Lábas Rita, Doma Ágnes, Lehőcz Alexandra, Jeszenka Boglárka, Juhász Kitti, Etesi Zsuzsanna, Szucsán Szintia, Czár Anita, Számel Péter, Kovács Lajos, Török Vivien, Gazdag Vivien, Maloveczky Diána, Hornok Edina, Héjja Angéla, Fekete Krisztián, Somogyi Éva, Hum Ágnes, Nemes András, Bihari Ágnes, Dr. Skrenyó Margit, Besenczy Zsanett, Horváth Ágnes, Joó Ibolya, Soós Éva, Volf Ildikó és Kákai Emese voltak.

### ...és ma
A 2009/2010-es tanévben a zeneiskola citeraoktatást és a zenekar irányítását átveszi Madács Györgyné. Autentikus csokrokat játszanak és énekelnek.
Jelenlegi csokraik között több Dunántúlit (zalai, sárközi, baranyai) is találunk két szatmári és egy zoborvidéki mellett. Ezenkívül tanulnak és elő is adnak jelesnapi szokásdalokat valamint névnapi köszöntőket (balázsolás, gergelyjárás, karácsony, húsvét, István, Erzsébet, János, Katalin, Miklós köszöntő).
A jelenlegi tagok: Katz Fruzsina, Török Krisztina, Borzavári Róza, Jantner Rita, Tóth Noémi, Varga Alexandra és Klenk Réka

## Használt hangszerek
• tekerőlant
• ütőgardon
• népi furulya
• tilinkó
• dob
• doromb
• citera (prím, tenor és basszus)

## Megjelenés a közéletben

### Táborok
Kezdetek óta járnak népzenei táborokba, továbbképzésekre. Az elmúlt 17 év alatt több különböző táborban is részt vettek, a legmeghatározóbbak viszont a gyimesközéploki és tiszakécskei táborok voltak. Ezek a nyári képzések nem csak a növendékek, hanem tanáruk számára is jó alkalmak voltak tapasztalatgyűjtésre és ismeretszerzésre.
Megalakulásukat követő években a gyimesközéploki és külsőrekecsini táborok résztvevői voltak főként. A 2000-es évek elejétől kezdve a simai Tiszafolk Nyári Népzenei Táborba látogatnak inkább a zenekartagok, majd a 2006-tól az együttes egyik része a Tiszakécskei Népzenei Tábor résztvevőjévé vált. Mindkét táborban neves oktatók vezetése alatt fejlesztik tovább játéktechnikájukat, és tanulnak meg új hangszerelt és autentikus csokrokat, amiket a tábor végén a gálaműsoron mutatnak be.
Az elmúlt éven két különböző táborban vettek részt az együttes tagjai, Madács Györgyné a Csutorás Táborba, míg a tanulók a simai táborba tértek vissza.

### Fellépések, sajtó
Az együttes fontosabb szerepléseiről, nagyobb sikereiről a megyei napilap (Tolnai Népújság) is hírt ad (1995 áprilisában és 1998 májusában is beszámolt a "Cinege madár" népdaléneklési versenyen elért sikerekről). Ezen kívül a  kéthetente megjelenő helyi újságban is félévente legalább egy cikk a Kalinkó együttesről szól.
Ezenkívül a Közvélemény c. újság is írt egy cikket a zenekarról 1995-ös év 12. számában.
Az együttest leginkább kiállításmegnyitókon, helyi és környékbeli fesztiválokon, óvodás és iskolai hangszerbemutatókon lehet hallani, de részt vettek már különböző megmérettetéseken is, valamint koncerteket is szoktak adni. Több ízben szerepeltek a budapesti Országos Táncháztalálkozón és Kirakodóvásáron félórás műsorral, valamint három alkalommal egész estét betöltő önálló műsort adtak. 2009 nyarán határon túli (viski, kézdivásárhelyi és galántai) magyar diákoknak tartottak 5 napos citeratábort Siófok-Sóstón, melynek fő attrakciója a paksi augusztus 20.-i műsoron való részvétel volt. Ezen a csoportok saját dalcsokraikat mutatták be, majd egy közös szám erejéig együtt zenéltek a színpadon.
A vezetőváltás után továbbra is szerepet vállalnak a kistérségi kulturális életben, fellépnek különböző rendezvényeken, hangszerbemutatót tartanak, s megmérettetik magukat népzenei versenyeken is.

## Díjak, eredmények
- Országos minősítő: ezüst (1997, 1999), arany (2003) és nívódíj (2009)
- Paksi zeneiskolai hangverseny: különdíj (2007, 2008) és első helyezés (2005)
- Tolna megyei Népzenei Találkozón kamara kategória III. hely (2009)
- „Cinege Madár” Népdaléneklési és Népzenei Versenyen: gálán való szereplés (2009)

## Linkek
https://www.youtube.com/watch?v=3l9RETTsuSc